# Screamers - Urla dallo spazio
Screamers - Urla dallo spazio (Screamers) è un film canadese-statunitense del 1995 diretto da Christian Duguay.
Pellicola di fantascienza liberamente ispirata al racconto di Philip K. Dick Modello Due (Second Variety, 1952).
Il film è stato presentato al Toronto International Film Festival in anteprima l'8 settembre 1995 e distribuito dalla Columbia TriStar per le sale cinematografiche statunitensi il 26 gennaio 1996.
Nel 2009 ne è stato realizzato un seguito dal titolo Screamers 2 - L'evoluzione, per la regia di Sheldon Wilson.

## Trama
Anno 2078. Sul remoto pianeta Sirius 6B, il nuovo blocco economico (N.E.B.) estrae una sostanza minerale denominata berynium, la possibile soluzione alla crisi energetica del pianeta, ma durante l'estrazione si liberano anche grandi dosi di radiazioni inquinanti.
Dieci anni dopo la scoperta del berynium una federazione di minatori e scienziati, denominata "Alleanza", si oppone all'estrazione del minerale causando una vera e propria guerra tra i due gruppi del pianeta Sirius 6B ed una guerra fredda con il pianeta Terra.
Una delle difese realizzate dall'Alleanza durante i cinque anni di guerra furono proprio gli screamers (trad.: urlatori); vere e proprie lame mobili ed autonome, così denominati per la loro capacità di emettere suoni ad altissima frequenza in grado di stordire le loro vittime. L'Alleanza, quale creatrice di queste macchine, aveva creato anche uno specifico bracciale di riconoscimento noto come "piastrina", così che chi lo possiede, se è attivo con la "luce verde" non possa essere attaccato dagli screamer. Senza queste macchine molto probabilmente l'Alleanza, capeggiata sul pianeta da Hendricksson, avrebbe perso la guerra.
Sei mesi dopo l'ultima comunicazione satellitare ad opera del N.E.B., uno dei loro soldati attraversa la "terra di nessuno" sorvegliata dagli screamer con lo scopo di portare un messaggio da parte del Maggiore Richard Cooper, comandante delle forze N. E. B. per trattare la pace con l'Alleanza ed assicurare una via sicura attraverso il territorio dei N.E.B. per due rappresentanti così che la pace possa essere discussa, ma l'emissario viene ucciso dalle macchine mortali. Hendricksson scopre che lo screamer che ha ucciso il soldato messaggero è stato modificato: si tratta di un nuovo modello di screamer. Tramite una comunicazione olografica il ministro Green dell'Alleanza in seguito fa sapere che sul pianeta Tritone 4 è possibile estrarre il berynium senza rischio di contaminazione, e che sono in corso trattative di pace con il N.E.B.. Poco dopo un veicolo di trasporto truppe dell'Alleanza si schianta in prossimità della base degli stessi. L'unico superstite, il soldato tiratore scelto "Asso" Jefferson (Andrew Lauer), rivelerà al comandante Hendricksson che la guerra è ancora viva e in corso su Tritone 4, ove i rinforzi erano diretti, e che in realtà il ministro Green è stato arrestato e ucciso due anni prima.
Convintosi oramai che tutti i sopravvissuti su Sirius siano stati definitivamente abbandonati, Hendricksson alla fine convince Jefferson a voler la pace con i N.E.B. del maggiore Cooper così che assieme possano far ritorno sulla Terra. Durante il viaggio i due incontrano un giovane, David, superstite alla contaminazione, alle armi nucleari ed agli screamer e scoprono che c'è un nuovo tipo di screamer che non risponde ai bracciali. Giunti ad una base N.E.B. un soldato spara al ragazzo così che Jefferson e Hendriksson scoprono che si tratta di un altro tipo di screamer (terzo tipo) ancora più evoluto e capace di parlare, dalle sembianze di un bambino infreddolito e denutrito, che porta con sé un orsetto di pezza malconcio. Giunti all'interno della base nemica, incontrano Becker, Ross, e Jessica, una mercante, che spiega loro i vari tipi di screamer esistenti.  Scopriranno che nelle sale di comando nei tunnel sotterranei c'è stata una strage completa ad opera degli screamer. Nel lasciare la base, Ross viene ucciso da Becker, apparentemente persuaso che il compagno sia un'altra specie di screamer.
I restanti quattro (Jefferson, Hendricksson, Jessica e Becker) finalmente giungono alla base, ma solo per scoprire che è stata infestata dagli screamer di terzo tipo. Non resta loro che distruggere l'intera base con un razzo al plutonio, e con essa tutti gli screamer presenti nella base.  Becker, dopo la distruzione, finge di essere ferito, e rivelandosi essere uno screamer, uccide Jefferson stritolandolo.
Hendricksson poi elimina lo screamer con un proiettile esplosivo che lo divide in due parti.
Hendricksson, essendo ufficiale dell'Alleanza, è l'unico a conoscenza dell'esistenza di una nave spaziale nascosta e pronta per la fuga, ma prima di dirigersi al nascondiglio si accerta che Jessica sia umana e per farlo le procura un taglio ad una mano che sanguinando sembra allontanare ogni dubbio.  Arrivati alla nave di fuga, Hendricksson viene però attaccato da Chuck Elbarak, un altro screamer tipo Becker, con un'altra faccia, che gli rivela come la faccia precedente fosse in realtà quella del maggiore Richard Cooper, si scopre quindi che il soldato Becker non era mai esistito. Dopo una dura lotta, Hendricksson lo distrugge definitivamente e così lui e Jessica possono finalmente partire. Purtroppo si rendono conto che c'è posto per un solo passeggero, così Hendricksson decide che sarà Jessica ad andare via poiché se ne è innamorato. Jessica tuttavia ammette tristemente e con sorpresa di non poterlo fare e che deve essere lui ad andare via. Durante gli indugi della ragazza a salire sulla nave, giunge uno screamer con le stesse sembianze di Jessica e Hendricksson capisce che anche Jessica è uno screamer. La seconda Jessica rivela che si sono adattati in modo da poter avere rapporti sessuali con gli umani. Infatti Jessica e Hendricksson in un momento di intimita avevano avuto un rapporto. La seconda Jessica cerca infine di uccidere Hendricksson, ma la prima, avendo scoperto cos'è l'amore, difende l'uomo che ama e combatte contro il suo doppio. La prima Jessica viene ferita mortalmente dalla seconda, che verrà però distrutta da Hendricksson usando i propulsori in fase di pre-riscaldamento della navetta. Jessica, ormai morente dichiara il suo amore ad Hendricksson e che è stato quello ad avere cambiato ogni cosa in lei, e di essere stata molto felice per averlo incontrato.
Hendricksson mostrando tristezza per la morte di Jessica parte finalmente con la nave verso la terra, ma a bordo c'è un orsetto di pezza che apparteneva allo screamer di tipo David. Non appena Hendricksson si toglie il bracciale, l'orsetto inizia a muoversi.

## Produzione
Il film è stato girato in tre location del Canada: a Joliette in Québec, a Montréal e nell'Olympic Stadium di Montreal. Il budget della produzione era di 20 milioni di dollari.

## Distribuzione
Screamers è stato proiettato per la prima volta nelle sale cinematografiche di vari paesi in queste date:
1. USA - 26 gennaio 1996.
2. Spagna - 25 aprile 1996.
3. Italia - 30 maggio 1996.
4. Portogallo - 24 maggio 1996.
5. Polonia - 28 giugno 1996.
6. Inghilterra - 28 giugno 1996.
7. Francia - 10 luglio 1996.
8. Ungheria - 18 luglio 1996.
9. Germania - 25 luglio 1996.
10. Paesi Bassi - 1º agosto 1996.
11. Giappone - 30 novembre 1996.
12. In DVD - 29 luglio 1998.

## Riconoscimenti
- 1996 - Genie Award
  - Candidato per la miglior direzione artistica: Perri Gorrara
  - Candidato per il miglior montaggio sonoro: Normand Corbeil
  - Candidato per il miglior attore in ruolo secondario: Ron White

## Tipi di Screamer
Ci sono ben 7 tipi di screamer che compaiono durante il film: 
1. Tipo 1: strisciano attraverso il suolo e saltano fuori per sferrare l'attacco; sono quelli originali creati dall'Alleanza per difendersi dai N.E.B.. Si vedono soprattutto all'inizio del film. Chi possiede la piastrina non viene attaccato.
2. Tipo 1 revisionato: simili a ratti, muniti di più lame, capaci di leggere informazioni da computer (nel film compaiono come modello 1 sul computer della base N.E.B., quando il colonnello Joseph A. Hendricksson introduce la scheda di programmazione dello screamer). Si noti come a questo screamer, salvo un'iniziale esitazione, non gli importi molto se un individuo sia dotato di piastrina o meno, da questo screamer in poi le piastrine sono inutili.
3. Tipo 2: Jessica afferma che siano soldati feriti che chiedono aiuto, ma nessuno li ha mai visti, hanno sembianze umane e si comportano come umani, ma hanno circuiti elettrici e tendono a ripetere le stesse parole (Becker ripeteva sempre frasi tratte da opere di Shakespeare), Becker è uno di questi. Ross viene ucciso (facendo credere agli altri che è stato uno sbaglio) da Becker perché non aveva bevuto Scotch offertogli in precedenza e ripeteva sempre le stesse parole.
4. Tipo 3: si fingono bambini (David), equipaggiati con un orsetto di pezza e lame nascoste nelle mani (nel film compaiono come modello 3 sul computer della base N.E.B., quando il colonnello Joseph A. Hendricksson introduce la scheda di programmazione dello screamer). Non possono introdurre liquidi o cibo.
5. Tipo 4: la scena finale fa intuire che siano gli orsetti dei bambini.
6. Tipo 5: Chuck Elbarak ex-ufficiale (in quanto defunto dopo l'attacco alla base dell'Alleanza da parte degli screamer di tipo 3) dell'Alleanza, e lo stesso screamer che dice di avergli preso la pelle e di avergliela strappata di dosso; lo troviamo nella rampa di lancio nascosta della nave spaziale per ufficiali abilitata per la fuga.
7. Tipo 6: hanno sembianze di donna adulta (Jessica) e sono il genere più avanzato di screamer, possono sanguinare e provare sentimenti umani e possono introdurre liquidi o cibo all'interno del corpo.